# Sehrohrtiefe

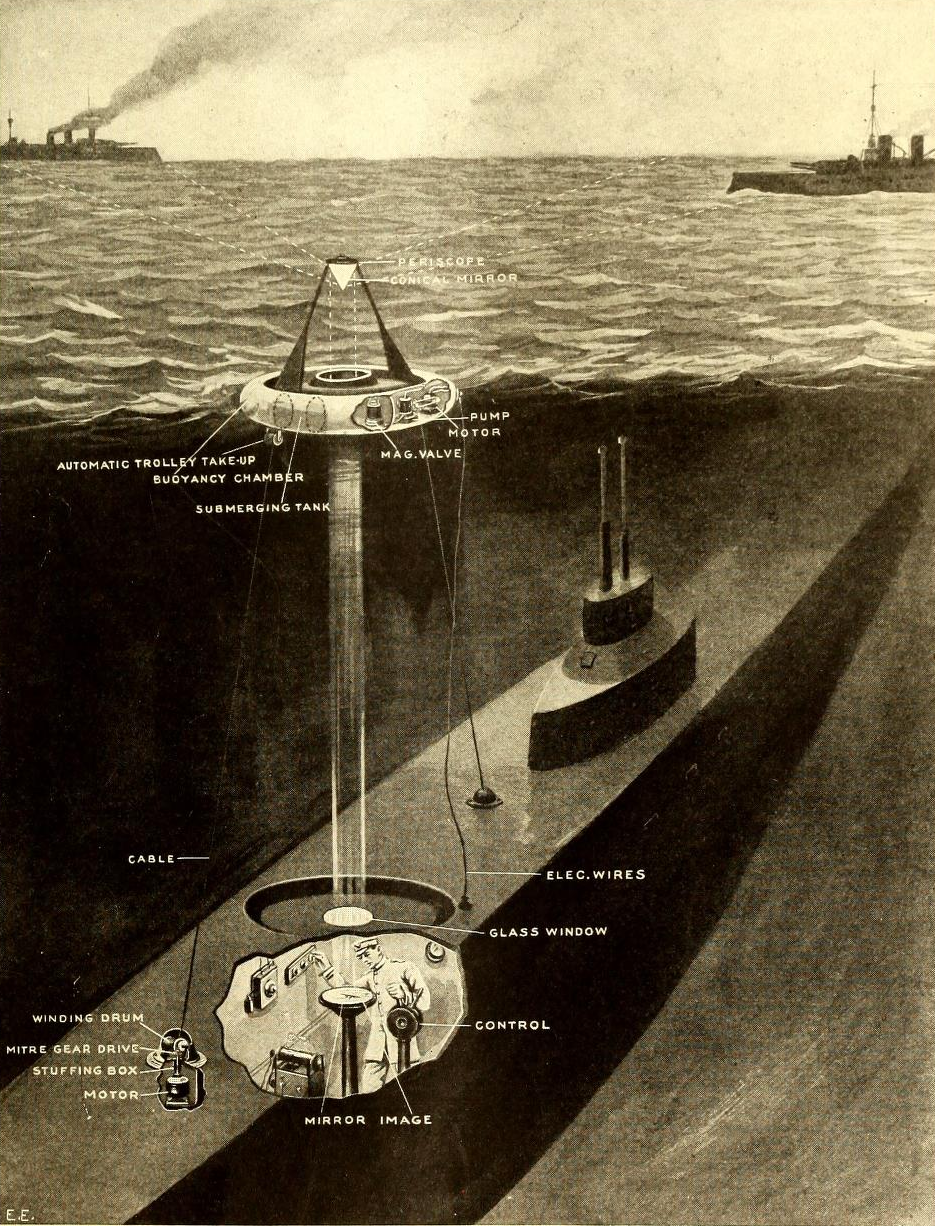
U-Boot auf Sehrohrtiefe (Juni 1916).

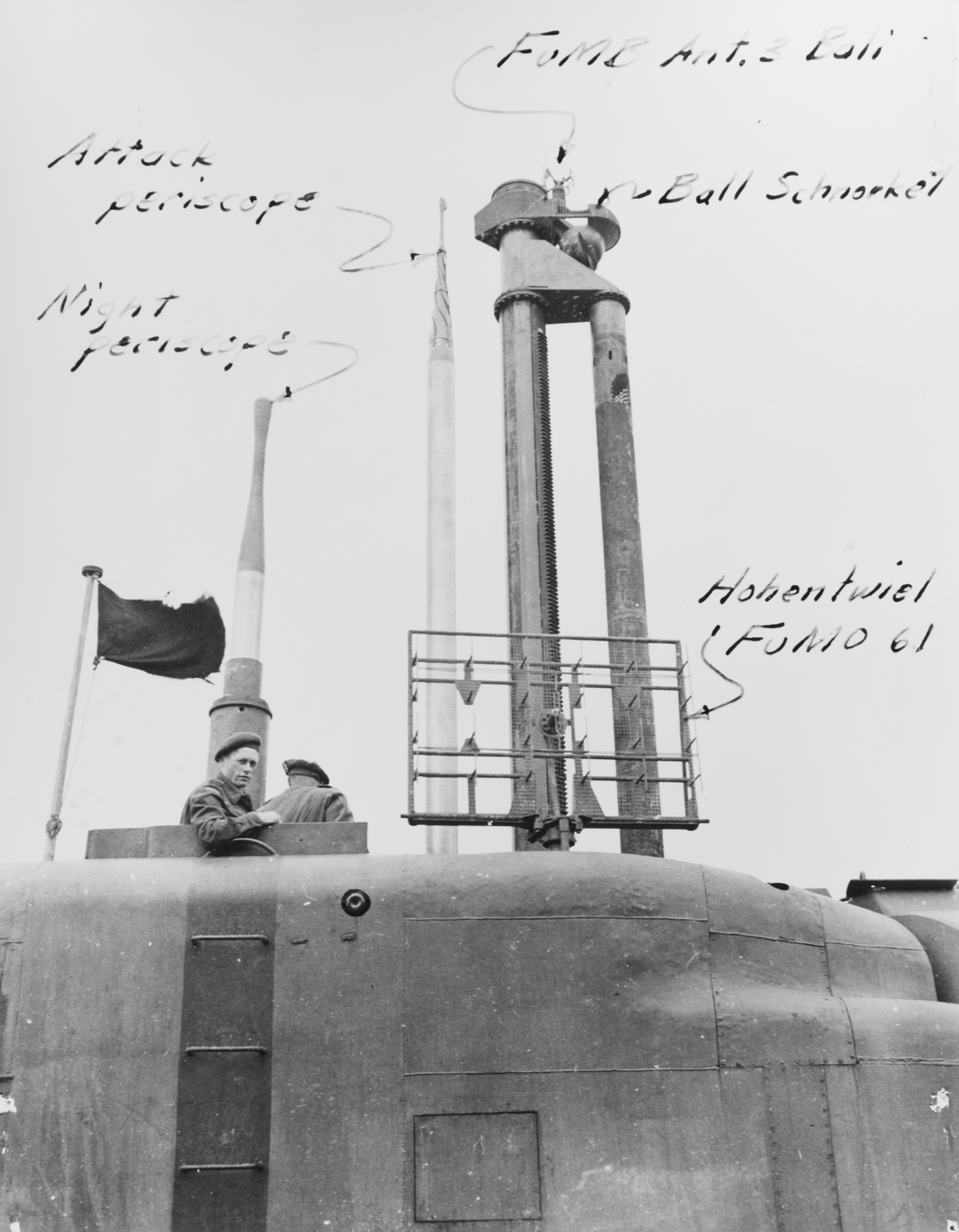
Nachtperiskop (links) und Angriffssehrohr (Mitte) von U 3008 (Juni 1945).

Sehrohrtiefe (auch: Periskoptiefe, englisch Periscope depth) ist die (relativ geringe) Tauchtiefe eines U-Boots unter Wasser, bei dem sich die nähere Umgebung über Wasser noch mit dem Sehrohr (Periskop) beobachten lässt.
U-Boote, speziell im Gefecht, fahren unter Wasser, um möglichst nicht entdeckt zu werden. Zugleich ist es aber wichtig, die Umgebung über Wasser auch optisch beobachten zu können. Dies geschieht mithilfe von Sehrohren, von denen U-Boote nicht selten mehr als eins besitzen, beispielsweise das sogenannte Angriffssehrohr und das Beobachtungssehrohr. Um Sehrohrtiefe zu erreichen, befiehlt der Kommandant beispielsweise: „Schnell auf Sehrohrtiefe gehen!“ Das Boot kann dann bereits tief unter Wasser sein („Unterwasserfahrt“) und muss nun bis dicht unter die Wasseroberfläche auftauchen. Fährt es zuvor im aufgetauchten Zustand („Überwasserfahrt“), dann muss es einige Meter abtauchen.
Die genaue Sehrohrtiefe, üblicherweise gemessen als Strecke vom Kiel des Boots bis zur Wasseroberfläche („Tiefe über Unterkante Kiel“), ergibt sich baubedingt aus der Höhe des U-Boots (inkl. Turm) sowie der ausfahrbaren Länge des Sehrohrs. Letztere beträgt typabhängig zwischen etwa 5 m und 10 m. Bei einer Gesamthöhe des Bootes von rund 7 m bis 10 m, wie sie die meisten U-Boote des Zweiten Weltkriegs in etwa aufwiesen, ergibt sich die typische Sehrohrtiefe somit zu 12 m bis 20 m.
Zur Feinabstimmung der Sehrohrtiefe, mit dem Zweck, den Sehrohrkopf weder zu weit aus dem Wasser herausragen zu lassen, was die Position des U-Boots verraten könnte, noch ins Wasser eintauchen zu lassen („unterschneiden“), was die Beobachtung unmöglich macht, dient ein spezieller Tiefenmesser. Deutsche U-Boote im und kurz nach dem Zweiten Weltkrieg verfügten hierzu über den nach dem deutschen Marine-Ingenieur Heinrich Papenberg benannten Papenberg-Tiefenmesser.